# دنیا می‌خواهد فریفته شود، پس بگذار فریبش دهند
دنیا می‌خواهد فریفته شود، پس بگذار فریبش دهند (به لاتین: Mundus vult decipi, ergo decipiatur)، جمله‌ای است به لاتین که آن را به پترونیوس، نویسنده و درباری رومی سدهٔ اول میلادی نسبت می‌دهند.

## سرچشمه
با اینکه این گفته را بیشتر به پترونیوس نسبت می‌دهند اما در برخی منابع به افراد دیگری نیز نسبت داده شده‌است:
- سباستین فرانک، در کتاب Paradoxa Ducenta Octoginta، بخش CCXXXVIII در ۱۵۴۲ میلادی آورده‌است: دنیا دوست دارد فریفته شود (به لاتین: Mundus vult decipi)[۲]
- آگوستین، در کتاب شهر خدا، فصل ۲۷. اسکاولا می‌گوید که «شهرها را باید با دین فریب داد (بدست گرفت)» (به لاتین: expedire civitates religione falli) همانگونه که «اگر دنیا فریب می‌خورد، بگذارید فریفته شود» (به لاتین: Si mundus vult decipi, decipiatur).[۳]

- پونتیفکس ماکسیموس. اسکاولا چنین می‌گوید که فریفته شدن مردم بدست دین کاری مقتضی است و مارکوس ترنتیوس وارو بیان می‌کند که بسیاری از حقایق وجود دارد که برای مردمان عامی بی‌فایده‌اند؛ و در عین حال، بسیاری از دروغ‌ها برای مردم مفیدند.[۴]